# Monasterio de Jumati

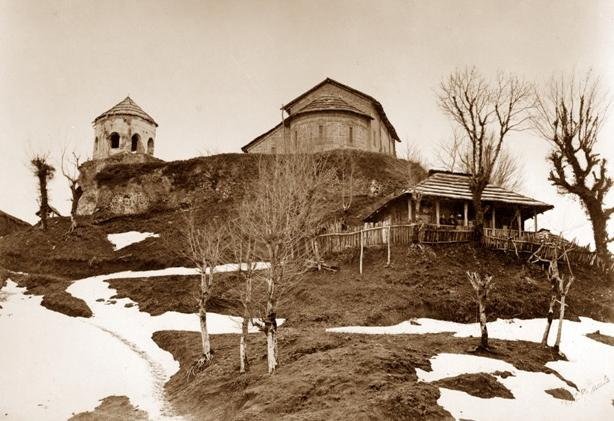
Monasterio de Jumati, 1877-1878

El monasterio de Jumati (en georgiano: ჯუმათის მონასტერი) es un monasterio medieval ortodoxo georgiano, en la región de Gurien, municipio de Osurgeti, Georgia. Se encuentra en el pueblo de Dsiridschumati, en el valle de Supsa y está a 14 kilómetros de la ciudad de Osurgeti. Actualmente pertenece a la diócesis de Shemokmedi.

## Historia
El monasterio consiste en una iglesia dedicada a los Arcángeles Miguel y Gabriel, un campanario, una muralla y otros edificios monásticos. La iglesia es una basílica y su período de construcción es desconocido. El científico georgiano Dimitri Bakradse cree que el monasterio de Jumati fue fundado y construido antes que el monasterio de Shemokmedi. La pintura al fresco data de los siglos XVI-XVIII. En 1847 la iglesia fue renovada y en 1904 se construyó el campanario. Tiene una distribución cuadrada, seis ventanas y fue construida en piedra. Se encuentra parcialmente destruida. 

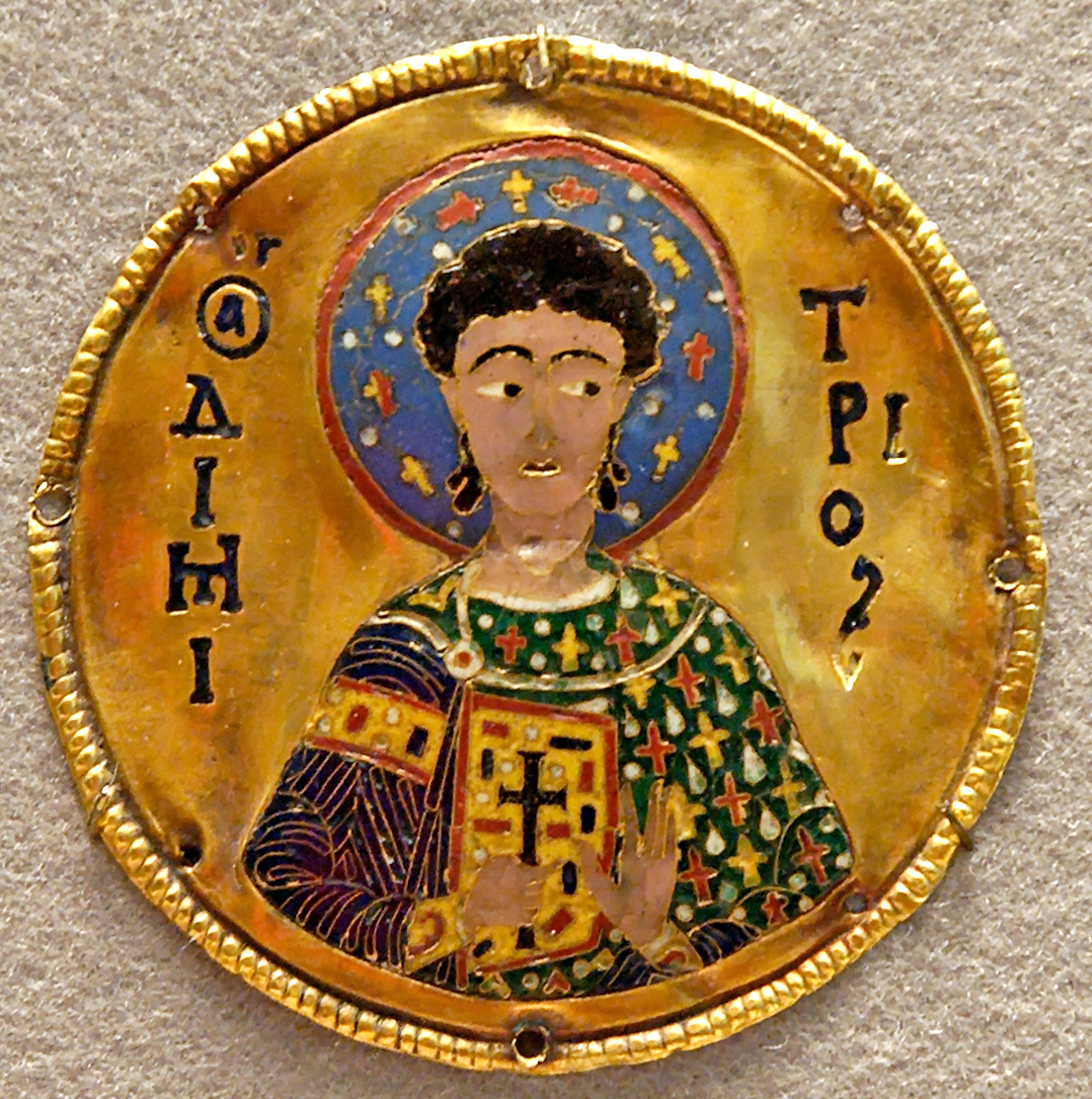
Medalla de Demetre. Anteriormente en el Monasterio de Jumati, actualmente en el Louvre.

Jumati no fue solo un centro religioso, sino también un importante centro cultural de Gurien. Fue conocido por varias reliquias conservadas allí, como iconos particularmente valiosos y documentos históricos. Éstas reliquias y documentos a menudo tenían un significado secular. Ya en 1924, casi ninguna de las reliquias estaban en Jumati. Particularmente importante fue un ícono dorado de San Jorge, del siglo XI-XII y que se perdió en 1921 durante un robo. Sólo hay dos fragmentos conservados en el museo del Hermitage actualmente. 